# Paweł Piszczatowski
Paweł Piszczatowski (ur. 1971) – polski literaturoznawca, germanista, tłumacz, eseista, profesor na Wydziale Neofilologii Uniwersytetu Warszawskiego. Badacz poezji Paula Celana. Specjalista w zakresie interdyscyplinarnych badań w obszarze humanistyki środowiskowej. Twórca Centrum Humanistyki Środowiskowej na Uniwersytecie Warszawskim. Członek Association for the Study of Literature and Environment (ASLE), Modern Language Association (MLA), German Studies Association (GSA), Internationale Vereinigung für Germanistik (IVG) oraz wielu innym międzynarodowych stowarzyszeń naukowych.
W 1996 ukończył studia w zakresie filologii germańskiej na Uniwersytecie Warszawskim. Doktoryzował się w zakresie literaturoznawstwa w 2003 na UW na podstawie dysertacji Od krytyki Biblii ku Nowej Mitologii. Lessinga spór o religię. Doktor habilitowany nauk humanistycznych w zakresie literaturoznawstwa od 2015 roku.  
Nominowany do Nagrody Literackiej Gdynia 2015 w kategorii esej za książkę habilitacyjną Znacze//nie wiersza. Apofazy Paula Celana (Instytut Badań Literackich PAN, Warszawa 2014).
Redaktor naczelny (wspólnie z Joanną Godlewicz-Adamiec) półrocznika naukowego "TRANSPOSITIONES. Journal for Transdisciplinary and Intermedial Cultural Studies".
Redaktor naukowy serii wydawniczych "Gesellschaftskritische Literatur – Texte, Autoren und Debatten" (Brill/Vandenhoeck&Ruprecht, wspólnie z Moniką Wolting), "Culture – Environment – Society. Humanities and beyond" (Brill/Vandenhoeck&Ruprecht, wspólnie z Joanną Godlewicz-Adamiec) oraz "Interkulturelle Rhizome" (Harrassowitz, wspólnie z Joanną Godlewicz-Adamiec).
Wybrane publikacje książkowe:
– Między racjonalizmem a nowym mitem. Lessing i teologia postoświeceniowa, Wydawnictwa Uniwersytetu Warszawskiego, Warszawa 2013,
– Znacze//nie wiersza. Apofazy Paula Celana, Wydawnictwo Instytutu Badań Literackich PAN, Warszawa 2014,
– Paul Celan: język i Zagłada (redakcja naukowa wspólnie z Adamem Lipszycem), Wydawnictwo Krytyki Politycznej, Warszawa 2015,
– Diálogos. Das Wort im Gespräch (redakcja naukowa), V&R unipress, Göttingen 2018,
– Języki milczenia. Literatura o traumie i postpamięci Zagłady (redakcja naukowa), Wydawnictwa Uniwersytetu Warszawskiego, Warszawa 2020,
–  „Places that the Map Can’t Contain". Poetics in the Anthropocene (redakcja naukowa wspólnie z Julią Fiedorczuk),  Brill/Vandenhoeck & Ruprecht, 2023,
– Re-Thinking Agency: Non-Anthropocentric Approaches (redakcja naukowa wspólnie z Joanną Godlewicz-Adamiec), Brill/Vandenhoeck & Ruprecht, 2024.